# Gabriel Wolcker
Gabriel Wolcker (getauft am 8. Juni 1715 in Schelklingen; † nach 1760 und vor 14. Oktober 1783 in Oberschwarzach in Unterfranken) war ein deutscher Maler des Hochbarock in Unterfranken.

## Lebenslauf
Gabriel Wolcker war der siebte Sohn des Johann Georg Wolcker des Älteren. Er ging wohl ebenfalls wie seine Brüder bei seinem Vater in die Malerlehre.
Von Gabriel ist nur wenig bekannt. Sein letzter bekannter Aufenthalts- und Wohnort war Markt Oberschwarzach im Landkreis Schweinfurt in Unterfranken, Bayern. Gabriel heiratete wohl in dem Markt Wiesentheid Eva Barbara, deren Nachname unbekannt ist. Das Ehepaar ließ sich offenbar später in Oberschwarzach nieder. Dort wurde am 23. Februar 1760 die Tochter Maria Anna geboren.
Gabriel verstarb vor dem 14. Oktober 1783, denn beim Tode seines Wohltäters und Bruders Johann Michael war er schon nicht mehr am Leben. Nach seinem Tod heiratete seine Witwe ein zweites Mal. Gabriel Wolckers Nachfahren sind nur die beiden Halbschwestern Maria Anna verheiratete Haagen und Ursula verheiratete Thalmayer.

## Werke
Von Gabriel Wolcker sind bislang sehr wenige signierte Werke bekannt geworden:
- 1755: beide Seitenaltarblätter in der Kirche von Geusfeld sind von ihm signiert[1]

- 1757: Altarblatt (Skapulierverleihung) auf dem südlichen Seitenaltar der Pfarrkirche Peter und Paul in Oberschwarzach, signiert und datiert 1757[2]